# Isak Bjerkebo
Isak Bjerkebo, né le 19 janvier 2003 en Suède, est un footballeur suédois qui évolue au poste d'ailier gauche à l'IK Sirius.

## Biographie

### En club
Né en Suède, Isak Bjerkebo est formé par le Malmö FF où il joue jusqu'à atteindre l'équipe réserve. Il quitte le club le 22 juin 2022 pour rejoindre le Kalmar FF. Il joue son premier match en professionnel avec ce club, le 17 juillet 2022, lors d'une rencontre d'Allsvenskan, l'élite du football suédois, contre l'Davíð Kristján Ólafsson. Il entre en jeu à la place de AIK Fotboll et son équipe s'incline par un but à zéro.
Il marque son premier but en professionnel avec Kalmar, le 14 août 2022 face au Djurgårdens IF, en championnat. Entré en jeu, son but en fin de match ne permet pas à son équipe de s'imposer (défaite 3-2 score final).
En manque de temps de jeu au Kalmar FF, Bjerkebo est prêté le 1er juillet 2023 au Skövde AIK jusqu'à la fin de l'année.
Le 8 janvier 2024, Isak Bjerkebo signe en faveur du Varbergs BoIS pour un contrat de trois ans, soit jusqu'en décembre 2026. Il y retrouve notamment Tobias Linderoth, entraîneur qu'il a déjà connu en tant que coach au Skövde AIK.
Le 10 mars 2025, Isak Bjerkebo rejoint l'IK Sirius. Il signe un contrat de cinq ans avec son nouveau club, soit jusqu'en décembre 2029,.

### En sélection
Isak Bjerkebo représente la Suède en sélection. Il joue pour l'équipe des moins de 16 ans, faisant un total de quatre apparitions en 2019, pour un but marqué.